# ボーデン島

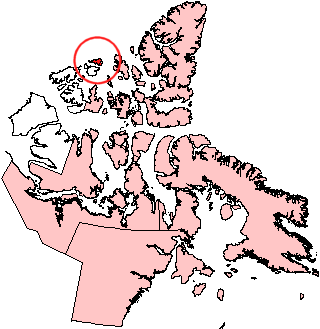
ボーデン島の位置。ノースウエスト準州とヌナブト準州の州境を跨いでいる。

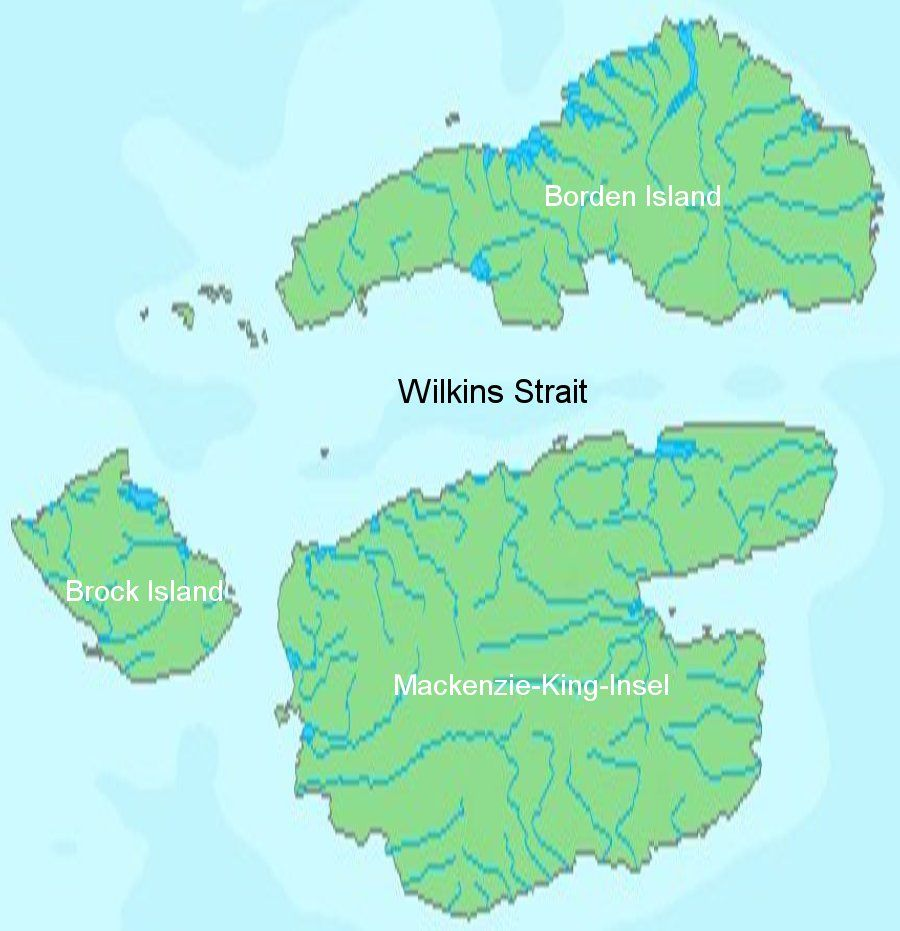
ボーデン島（地図右上）

ボーデン島（ボーデンとう、Borden Island）は、カナダ北部、クイーンエリザベス諸島に属する島。陸地は低く、無人島である。面積は 2,795 km2 で、世界で172番目、カナダ国内でも30番目に大きな島である。南方に位置するマッケンジーキング島と同様、島内でノースウエスト準州とヌナブト準州に二分されている。
1916年、探検家のヴィルヒャムル・ステファンソンが初めて到達した。氷で繋がれた2つの島として描かれることもあるが、一般的には単一の陸塊として描写される。
島名はカナダの政治家、ロバート・ボーデンに由来する。